# The Soft Machine (album)
The Soft Machine sau "Volume One", după varianta reeditată, este albumul de debut al formației britanice de rock psihedelic Soft Machine - una dintre formațiile importante ale scenei muzicale din Canterbury. Înființată în 1966, Soft Machine a înregistrat și lansat acest album în timpul turneului din 1968 din SUA. A fost produs de Chas Chandler și Tom Wilson.

## Tracklist
1. "Hope for Happines" (Brian Hopper, aranjament Robert Wyatt/Mike Ratledge/Kevin Ayers) (4:21)
2. "Joy of a Toy" (Ayers/Ratledge) (2:49)
3. "Hope for Happines (reprise)" (B. Hopper, aranjament Wyatt/Ratledge/Ayers) (1:38)
4. "Why Am I So Short?" (Hugh Hopper/Wyatt) (1:39)
5. "So Boot If at All" (Ratledge/Ayers/Wyatt) (7:25)
6. "A Certain Kind" (H. Hopper) (4:11)
7. "Save Yourself" (Wyatt) (2:26)
8. "Priscilla" (Ayers/Ratledge/Wyatt) (1:03)
9. "Lullabye Letter" (Ayers) (4:32)
10. "We Did It Again" (Ayers) (3:46)
11. "Plus Belle qu'une Poubelle" (Ayers) (1:03)
12. "Why Are We Sleeping?" (Ayers/Ratledge/Wyatt) (5:30)
13. "Box 25/4 Lid" (Ratledge/H. Hopper) (0:49)

## Single
- "Joy of a Toy"/"Why Are We Sleeping?" (1968)

## Componență
- Robert Wyatt - tobe, voce
- Mike Ratledge - orgă Lowray Holiday De Luxe, pian (pe 13)
- Kevin Ayers - bas, voce (pe 10 și 11), voce de fundal (pe 7 și 9), pian (pe 5)

cu
- Hugh Hopper - bas (pe 13)
- The Cake - voce de fundal (pe 12)